# Stift (Maschinenbau)
Stifte sind einfache  Maschinenelemente, mit deren Hilfe Werkstücke  miteinander verbunden werden. Sie sind insofern vergleichbar mit Nägeln, haben jedoch weder Köpfe noch Spitzen.
Stifte existieren in verschiedenen Ausführungen und für verschiedene Zwecke, z. B.:
- Zylinderstifte (zylindrische Form),
- Kegelstifte (Konus-Form),
- Spannstifte (geschlitzte zylindrische Hülsen),
- Kerbstifte  (zylindrisch mit Längs-Kerbe),
  - Zylinderkerbstift (Kerbe über ganze Länge),
  - Knebelkerbstift (Kerbe nicht über ganze Länge).

Durch einen Stift werden zwei oder mehr Werkstücke formschlüssig in radialer Richtung der Stifte miteinander verbunden. Der Stift wird in eine durch alle Teile gehende Bohrung gesteckt. Wird der Stift (zylindrische Stifte mit Übermaß) in die Bohrung gepresst (Presssitz), entsteht ein Kraftschluss, der sein Herausfallen verhindert. Ein Spannstift wird beim Einpressen elastisch im Durchmesser verkleinert, wobei ebenfalls ein Kraftschluss entsteht. Ein Kerbstift verformt zwar die Wand der Bohrung, hält aber im Wesentlichen durch Kraftschluss. Ansonsten ist eine zusätzliche Maßnahme erforderlich. So wird z. B. ein spezieller Stift – ein Bolzen – durch quer durchgesteckte Stifte (Splinte) am Herausfallen gehindert. Damit ein eingepresster Stift demontiert werden kann, muss er von der Gegenseite her herausgeschlagen werden können. Aus einem Sackloch ist ein eingepresster Stift nur entfernbar, wenn er besonders gestaltet ist (z. B. ein zylindrischer Hohlstift mit zusätzlichem Innengewinde).
Ein Stift wird meistens durch eine Querkraft beansprucht. Ein Scherstift ist ein so ausgelegter Stift, dass er bei einer bestimmten Querkraft versagt.
Außer für üblicherweise drehfixe Verbindungen werden Stifte auch verwendet, um drehbare Verbindungen zwischen zwei Teilen herzustellen (mit Zusatzmaßnahmen gegen Herausfallen).

## Normangaben
Beispiel:
Zylinderstift EN ISO 8734
Benennung: Zylinderstift
Norm: EN ISO 8734
Form bzw. Typ: A
Nenndurchmesser × Nennlänge (in Millimeter): 4 × 20
Werkstoff: Stahl

## Stiftarten
Für verschiedene Anwendungsbereiche gibt es jeweils passende Stifte, die wie folgt zu unterscheiden sind:

Zylinderstift

### Zylinderstift

Kegelstift

Einfache Zylinderform mit meist abgerundeten oder gefasten Kanten. Diese Stiftart wird bei Verbindungen und zum Fixieren von Teilen verwendet. Der Zylinderstift wird angewandt bei lagesichernden Verbindungen, welche nie oder kaum gelöst werden müssen. Aufgrund des zusätzlichen Arbeitsschritts, um eine ausreichende Bohrlochreibung sicherzustellen, sind sie in der Anwendung teuer.
Für feste Verbindungen werden sie mit Toleranz m6 gefertigt, für lose Verbindungen mit h8 oder h11.
Genormt nach EN ISO 2338, früher DIN 7 (ungehärtet) bzw. EN ISO 8734, früher DIN 6325 (gehärtete Ausführung).

### Kegelstift
Leichte Kegelstumpfform (Kegelverjüngung C = 1:50); Stirnflächen gerundet. Bei häufiger Demontage und Montage weiten sich Bohrungen mit der Zeit auf. Kegelstifte können auch nach der Weitung weiterverwendet werden, wobei jedoch die Eintreibtiefe zunimmt. Das Aufreiben des Bohrlochs zur Kegelform und Einpassen des Stifts ist relativ aufwendig.
Genormt nach EN 22339, früher DIN 1.
Kegelstifte werden nach DIN EN 28737 auch mit Gewindezapfen gefertigt und in Grundbohrungen eingesetzt.

Kerbstift

### Kerbstift
In den Umfang des Stifts sind Kerben eingebracht. Diese Kerben können je nach Verwendungszweck verschiedene Formen haben (Steckkerbstift, Knebelkerbstift, Kegelkerbstift, Zylinderkerbstift und Passkerbstift, siehe auch EN ISO 8740…8747). Durch die Kerben erhält der Kerbstift auch in sehr glatten Bohrungen einen rüttelfesten Halt, der oft auch nach Demontage und Wiederverwendung bestehen bleibt. Bei der Verwendung in Grundlöchern kann durch die Rillen von Zylinderkerbstiften die eingeschlossene Luft entweichen.

Spannstift

### Spannstift
In der Wirkung ähnlich dem Kerbstift ist der Spannstift eine kurze Hülse aus Federstahl. Diese ist weniger robust, jedoch einfacher einzutreiben, zu lösen und zuverlässig wiederzuverwenden. Die längere Ausführung eines Spannstifts ist die Spannhülse.

## Berechnung
Die Dimensionierung bzw. der Tragfähigkeitsnachweis von Stiftverbindungen erfolgt in Abhängigkeit von der dominierenden Beanspruchung durch Bewertung
- der Schubspannung im Stift (Abscheren),
- der Flächenpressung zwischen Stift und Bohrung (Lochleibung) und/oder
- der Biegespannung im Stift.